# Million Eyes
Million Eyes è un singolo del cantante belga Loïc Nottet, pubblicato nel 2016 ed estratto dal suo primo album in studio Selfocracy (2017).

## Tracce
- Download digitale

1. Million Eyes – 4:14